# Марі Плеєль

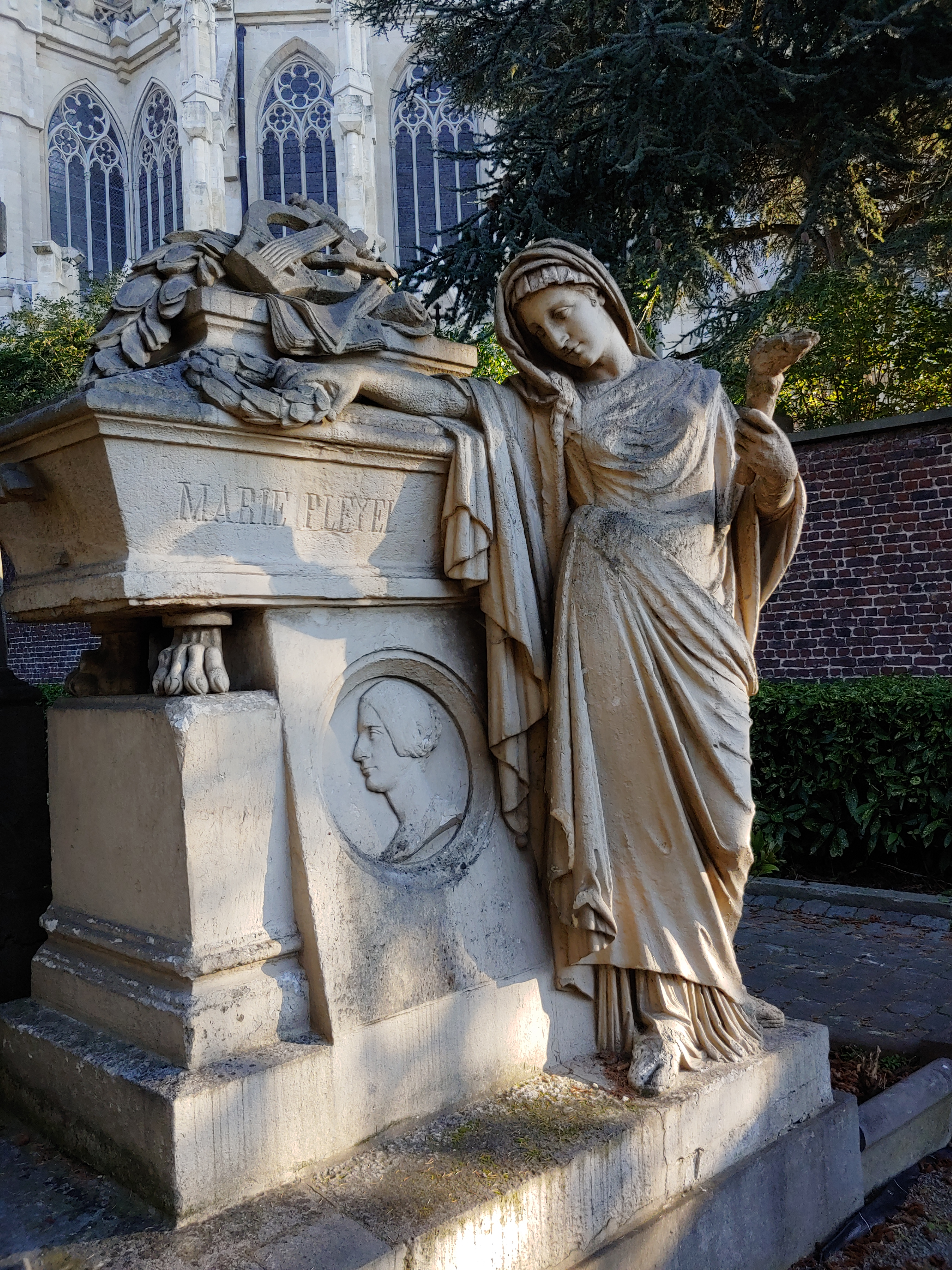
Могила на Лакенському цвинтарі (Брюссель)

Марі Плеєль (уроджена Мок, фр. Marie-Félicité-Denise Moke-Pleyel; 4 липня 1811, Париж, Франція — 30 березня 1875, Сен-Жосс-тен-Ноде, Брюссельський столичний регіон, Бельгія) — бельгійська піаністка, педагогиня.

## Життєпис
Вперше виступила на публіці у 8 років. Її мистецтвом захоплювалися Шопен (він присвятив їй ноктюрн, op. 9), Ліст, який також присвячував їй твори, Мендельсон. З успіхом виступала у Великій Британії, Франції, Росії. В Росії познайомилася з австрійським композитором і піаністом Сигізмундом Тальбергом, який на неї відчутно вплинув.
Була заручена з Гектором Берліозом, але розірвала заручини під час його від'їзду в Рим і 5 квітня 1831 одружилася з музикантом Камілем Плеєлем, старшим сином композитора, видавця і фабриканта музичних інструментів Іґнаца Йозефа Плеєля. Берліоз планував потрійне вбивство Марі, її матері та Каміля і потім мав намір накласти на себе руки, для чого навіть украв пістолети — проте він відмовився від свого плану на півдорозі до Парижа, перебуваючи в Ніцці. Через чотири роки подружжя розійшлися (Марі Плеєль не вирізнялася подружньою вірністю) і 29 липня 1836 розлучились.
1839 року познайомилася у Відні з Жераром де Нервалем, стала однією з його муз-натхненниць. Від 1848 до 1872 року викладала в Брюссельській консерваторії, виховала цілу виконавську школу. Авторка кількох фортепіанних творів.